# بنژمن ژیرو
بنژمن ژیرو (فرانسوی: Benjamin Giraud‎؛ زادهٔ ۲۳ ژانویهٔ ۱۹۸۶ ‏(۳۹ سال)) دوچرخه‌سوار اهل فرانسه است.
از باشگاه‌هایی که در آن رکاب زده‌است می‌توان به تیم دوچرخه‌سواری کوفیدیس و دلکو–مارسی پوونس کی‌تی‌ام اشاره کرد.